# Барышня и мышка
«Барышня и мышка» (англ. The Lady and the Mouse, 1913) — американский короткометражный художественный фильм Дэвида Уорк Гриффита.

## Сюжет
Вводный эпизод знакомит зрителя с домом скромного торговца и его семьей. Далее события переносятся в обстановку богатого дома. В саду молодая девушка флиртует с мужчиной и целуется с ним. За этим наблюдает её жених (главный герой). В отчаянии он покидает сад. У калитки молодой человек наталкивается на двух бродяг, мирно спящих в тени. В следующих кадрах показываются трое путников уходящих из города. По дороге, в небольшой деревушке молодой человек почувствовал недомогание и нашёл приют в семье скромного лавочника. Дочь лавочника — воплощение всех добродетелей. Он, наблюдая за нею, видит, что она настолько добра, что не способна причинить зла даже мышонку.
Покидая гостеприимный дом, молодой человек решает вернуться сюда и жениться на дочери лавочника. Всё заканчивается браком.

## Художественные особенности
Сцена в саду интересна тем, что молодой человек был снят со спины. Это было сделано для того, чтобы ввести зрителей в заблуждение: когда в следующих кадрах показываются трое путников, зрители не должны знать, кто из них богатый молодой человек.
Ключевая сцена фильма — дочь торговца должна утопить попавшего в мышеловку мышонка, но она не может на это решиться и выпускает его на свободу. Гриффит вводит в этом эпизоде много крупных планов. Это помогает передать борьбу чувств, нерешительность, волнение и твердость принятого решения.
В финальной сцене Гриффит помещает героев в дверях таким образом, что их лица зрителям не видны. В кадре только часть фигур девушки и юноши, их плечи, кисти рук. Всё объяснение происходит с помощью красноречивых жестов.

## В ролях
- Лиллиан Гиш — дочь торговца
- Лайонел Берримор
- Гарри Хайд — богач, бродяга
- Дороти Гиш
- Кейт Тонкрай — тётя
- Роберт Харрон — молодой друг
- Адольф Лестина — врач
- Генри Вольтхолл — участник в сцене в саду
- Виола Барри — участник в сцене в саду
- Джекил Ланое — участник в сцене в саду
- Мэй Марш
- Франк Опперман
- Волтер Робинсон

Лиллиан Гиш до съемок у Гриффита никакой театральной подготовки не имела. Она, как и её сестра Дороти Гиш, пришла к Гриффиту прямо со школьной скамьи (их рекомендовала Мэри Пикфорд, знавшая обеих с детства).